# Alpenverein-Museum Innsbruck
Das Alpenverein-Museum in Innsbruck ist ein Museum des Österreichischen Alpenvereins (ÖAV) zur Geschichte des Alpinismus.

## Geschichte
Das Alpenverein-Museum wurde nach einem Hauptbeschluss des Deutschen und Österreichischen Alpenverein im Jahr 1907 in einer ehemaligen Villa an der Isar in München 1911 als „Alpines Museum“ eröffnet. Im Jahr 1944 wurde es bei einem Bombardement zerstört, wobei jedoch vorher noch der Großteil der Sammlung nach Tirol gebracht worden war. Es dauerte jedoch bis 1973, dass der ÖAV erstmals eine Auswahl der Sammlung im Palais Thurn und Taxis in der Maria-Theresia-Straße zeigte. Ab 1977 war das Museum im dritten Stockwerk des neu errichteten Alpenvereinshauses in der Wilhelm-Greil-Straße situiert. 1993 wurde die Ausstellungsfläche baulich verändert, und ab 1996 begann man mit eigenen Ausstellungsproduktionen. Im Jahr 2002, dem Jahr der Berge, wurde erstmals eine Ausstellung („vertikal – Die Innsbrucker Nordkette. Eine Ausstellung in der Stadt“) im öffentlichen Raum gezeigt. Nachdem der Alpenverein in ein neues Gebäude umzog, standen ab 2008 die alten Ausstellungsflächen nicht mehr zur Verfügung, und es wurde mit der Hofburg, in der bis 2014 eine Dauerausstellung gezeigt wurde, eine Kooperation eingegangen. Archiv und Depot des Museums befinden jedoch im neuen Alpenvereinshaus.

## Ausstellungen
Das Museum wurde für die Dauerausstellung „Berge, eine unverständliche Leidenschaft“ 2009 mit dem Tiroler Museumspreis und dem Österreichischen Museumspreis ausgezeichnet sowie für den Europäischen Museumspreis 2010 nominiert. Die Dauerausstellung befand sich auf rund 700 m² im 1. Stock in der Innsbrucker Hofburg und wurde bis Oktober 2014 verlängert.